# Sergio Obeso Rivera
Sergio Obeso Rivera (31. října 1931 Xalapa, Mexiko – 11. srpna 2019, tamtéž) byl mexický římskokatolický kněz, který byl v letech 1979–2007 arcibiskupem xalapským.
Dne 20. května 2018 papež František oznámil, že jej na konzistoři 29. června 2018 jmenuje kardinálem. V důsledku svého věku nebyl od okamžiku své kreace počítán mezi kardinály-volitele.